# Roman No. 7/I. Die Wasserfälle von Slunj
Die Wasserfälle von Slunj (bzw. Roman Nr. 7/I. Die Wasserfälle von Slunj) ist ein 1963 erschienener Roman von Heimito von Doderer und der letzte Roman, den der Autor vollenden konnte. Ursprünglich waren die Wasserfälle von Slunj als erster Teil einer Romantetralogie mit dem Arbeitstitel Roman No.7 geplant. Allerdings blieb bereits der zweite Teil Roman No. 7/II: Der Grenzwald unvollendet und erschien 1967 posthum als Fragment.

## Inhalt
Im Zentrum des Romans steht die Familie Clayton, vor allem Vater und Sohn (Robert und Donald Clayton). Die Claytons sind britische Industrielle, die neben dem Stammwerk der Maschinenfabrik Clayton & Powers in Großbritannien eine Zweigstelle in Wien eröffnen und sich dort niederlassen. Ihre Villa befindet sich im Pratercottage, die Fabrik jenseits des Donaukanals. Die Handlung des Romans spielt in der Zeit der Anfänge der landwirtschaftlichen Maschinenfabrik Hofherr Schrantz-Clayton Shuttleworth AG und deren Zweigstellen in Budapest und Bukarest.
Die Romanhandlung erstreckt sich über einen längeren Zeitraum und beginnt mit der Hochzeitsreise von Robert und Harriet Clayton (1877), begleitet aber auch das spätere Leben des Sohnes Donald. Die titelgebenden Wasserfälle von Slunj (Rastoke) an der Mündung der Slunjčica in die Korana, die das Ehepaar Clayton auf seiner Hochzeitsreise besichtigt, bilden gleichsam auf elegante Weise die Klammer der Romanhandlung. Neben der Familie Clayton kommt eine ganze Reihe von Charakteren in dem Roman vor, deren Schicksal auf die eine oder andere Art mit dem der Claytons verwoben ist, und deren Lebensweg zumindest teilweise weiterverfolgt wird. Die Charaktere entstammen den unterschiedlichsten sozialen Schichten, wodurch Doderer ein Kaleidoskop der österreichisch-ungarischen Monarchie zeichnet: eine Gruppe Schüler aus der gehobenen Bürgerschicht gründet einen „Metternich-Club“, zwei Vorstadtprostituierte retten ein Kind vor dem Ertrinken und finden dadurch ihren Weg auf ein ungarisches Gut, der Stiefsohn einer Hausmeisterin wird Postmeister in Kroatien, eine Naturgeschichte der Wiener Hausmeister wird erläutert, der Buchhalter Chwostik, der einst bescheiden zwischen zwei Prostituierten wohnte, wird zum Glücksfall für die Firma Clayton und wächst weit über sich hinaus, die Ingenieurin Monica Bachler verändert sowohl das Leben von Donald als auch von Robert Clayton, um nur einige zu nennen. Alle Fäden laufen dabei stets bei den Claytons zusammen.

## Stil
Obgleich sich der Autor in seinem Spätwerk gegenüber den Dämonen oder der Strudlhofstiege etwas mehr zurücknimmt, zeichnen sich auch die Wasserfälle von Slunj durch eine hohe Personenfülle und erzähltechnisch durch verschiedene Zeitsprünge aus. Auch hier ist die liebevoll-ironisierende Art, mit der Doderer seine Figuren zeichnet, gepaart mit psychologischem Tiefsinn und feinsinnigen Humor, bestimmend für das Werk. Wie Eva Menasse in Bezug auf die Wasserfälle von Slunj äußerte, ist Doderer auf der Humorebene ein noch unterschätzter Autor.